# Flaín Fernández
Flaín Fernández (fl. c. 1020-c. 1070), noble leonés y miembro del linaje de los Flaínez, fue hijo primogénito del conde Fernando Flaínez y de su esposa la condesa Elvira Peláez y tío de Jimena Díaz.

## Vida
El conde Flaín Fernández fue uno de los más señalados personajes durante el reinado de su primo segundo, el rey Fernando I. Su filiación consta en el acta fundacional del monasterio dúplice de San Martín de Pereda el 26 de febrero de 1020 cuando confirma la donación de sus padres junto con sus hermanos Oveco, Pedro, Pelayo, Munio y Diego. La donación incluía las villas de Pereda y de Argovejo en la ribera del Esla. 
Comenzó a confirmar diplomas reales durante el reinado de Bermudo III de León, y a partir de 1038 hasta 1060 su presencia en la curia regia fue constante, donde aparece roborando documentos con el título de conde. En 1058 ya aparece con el título dux de Astorga y también gobernó, junto con su padre, la ciudad de León. Se rebeló contra el rey Fernando I de León entre 1061 y 1065 y sus bienes fueron confiscados.  
Su última aparición en la documentación, sin el título de conde, fue en 1070 y probablemente falleció poco después.

## Matrimonio y descendencia
Contrajo un primer matrimonio con una dama llamada Sancha, quien aún vivía en 1046, aunque no consta si hubo sucesión de este enlace. Su segundo matrimonio, alrededor de 1055, fue con Toda Fernández, hija del conde Fernando Díaz, bisnieto del conde Diego Muñoz de Saldaña, y de la condesa Elvira Sánchez, de quien nacieron los siguientes hijos:
- Onega (Oneca) Flaínez. Probablemente apoyó a su hermano Fernando según se desprende de un documento en 1097 cuando el rey Alfonso VI dice que Onega había actuado mal (maleficauit).[5]
- Fernando Flaínez, alférez real de Alfonso VI contra quien se rebeló posteriormente y fue desterrado y sus bienes confiscados[5]
- Martín Flaínez, uno de los siete grandes magnates que murió en la batalla de Uclés en 1108,[5] ascendiente directo del linaje Osorio.[7]